# Myrmeleon mediatus
Myrmeleon mediatus är en insektsart som först beskrevs av Navás 1931.  Myrmeleon mediatus ingår i släktet Myrmeleon och familjen myrlejonsländor. Inga underarter finns listade i Catalogue of Life.